# Dream Catcher (Musiklabel)
Dream Catcher war ein englisches Musiklabel, das ab Mitte der 1990er Jahre für etwa 20 Jahre Tonträger veröffentlichte. Es hatte seinen Sitz in Burwash, einer Gemeinde im District Rother in der Grafschaft East Sussex in England.

## Veröffentlichungen (Auswahl)
- Alcatrazz – The Best of Alcatrazz (Compilation, 2006)
- Anti-Nowhere League – Secret Radio Recordings (Live-Album, 2007)
- Area 54 – No Visible Scars (2000)
- Defenestration – Ray Zero (2003)
- The Exploited – Fuck the System (2003)
- Genitorturers – Flesh Is the Law (EP, 2003)
- Hybrid Children – Stardom Is Here (1999)
- Yngwie Malmsteen – Live!! (Live-Album, 1998)
- Meathook Seed – Basic Instructions Before Leaving Earth (B.I.B.L.E.) (1999)
- Napalm Death – Enemy of the Music Business (2000)
- Total Chaos – Punk Invasion (2002)